# سلهاوس
سلهاوس (به انگلیسی: Salhouse) یک محله مدنی و روستا در بریتانیا است که در Broadland واقع شده‌است. سلهاوس ۸٫۹۶ کیلومتر مربع مساحت و ۱٬۴۸۶ نفر جمعیت دارد.